# Rumbek Centre
Rumbek Centre – hrabstwo w Sudanie Południowym, w stanie Lakes. W 2008 roku liczyło 153 550 mieszkańców (70 536 kobiet i 83 014 mężczyzn) w 18 801 gospodarstwach domowych. Dzieli się na 5 mniejszych jednostek administracyjnych zwanych payam:
- Amongpiny
- Jiir
- Malek
- Matangai
- Mayom